# Иматозеро
И́матозеро (И́мат) — российское озеро в Пряжинском районе Республики Карелия.

## Общие сведения
Котловина ледникового происхождения.
Озеро имеет лопастную удлинённую форму, вытянуто с севера на юг. Берега песчано-валунные высотой до 3—5 м чередуются с низкими, заболоченными. Имеется пять небольших островов.
В озеро впадают три ручья, вытекает ручей Имат, связывающий с озером Сямозеро.
Дно покрыто в основном тёмно-зелёным илом, имеются луды в северной и южной части озера.
Сроки замерзания — конец октября, вскрытия — начало мая.
Средняя амплитуда колебания уровня составляет 55 см.
В озере обитают плотва, окунь, ёрш, щука и налим.